# Sabor Salado
Sabor Salado je studiové album španělské rockové hudební skupiny Los Ronaldos. Vydalo jej v roce 1990 hudební vydavatelství EMI Records. Producentem nahrávky byl velšský hudebník John Cale a zvukovým inženýrem byl Glenn Tommey. Nahráno bylo ve studiu Moles Studios v anglickém městě Bath. Zpěvák Coque Malla o albu prohlásil, že se snažili, aby album znělo přímě a bylo rock'n'rollové.

## Seznam skladeb
| Pořadí | Název                      | Délka |
| ------ | -------------------------- | ----- |
| 1.     | Quiero que estemos pegados | 4:06  |
| 2.     | Sara ya tiene un amigo     | 4:21  |
| 3.     | Contágiame otra vez        | 4:51  |
| 4.     | No me puedo marchar        | 2:45  |
| 5.     | Voy a vivir                | 3:59  |
| 6.     | Alguien sabe mas           | 4:00  |
| 7.     | No me ha visto nadie       | 4:08  |
| 8.     | Senti llamar               | 4:28  |
| 9.     | Ya no me engañas           | 6:24  |
| 10.    | Sabor salado               | 4:19  |
| 11.    | En el próximo              | 3:05  |

## Obsazení
Vedle členů skupiny se na albu podíleli:
- Pablo Novoa – klávesy
- Miguel Malla – tenorsaxofon
- Kebin Robb – altsaxofon
- Arturo Soriano – tenorsaxofon